# Letse Schutters

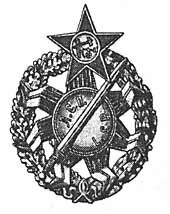
Embleem van de Letse Schutters ten tijde van de Russische Burgeroorlog (Rode Leger)

De Letse Schutters (Lets: Latviešu strēlnieki, Russisch: Латышские стрелки, Latysjskije strelki) waren oorspronkelijk een militaire formatie van het Russische keizerlijke leger welke zich later aansloot bij het Rode Leger.
De divisie werd opgericht tijdens de Eerste Wereldoorlog in 1915 in de gouvernementen Lijfland en Koerland om de etnisch-Letse gebieden van het keizerrijk Rusland te verdedigen tegen de Duitsers. Aanvankelijk werden de bataljons gevormd door vrijwilligers, en vanaf 1916 door de dienstplicht onder de Letse bevolking. Een totaal van ongeveer 40.000 troepen werden opgesteld in de Letse Schutters.

## Achtergrond
Tegen het einde van de 19e eeuw was Riga een van de meest geïndustrialiseerde steden van het Russische Rijk. Ongeveer 800.000 industriearbeiders, de helft van alle industriekrachten van de Baltische gouvernementen, werkte daar. De Letse Sociaal-Democratische Arbeiders Partij (LSDRP) was goed georganiseerd, en tegen de tijd van de revolutie van 1905 stonden haar leiders welwillend tegenover de bolsjewieken. Toen na het neerslaan van de revolutie de staat strafexpedities uitvoerde, werden gewapende verzetsgroepen opgericht (vaak aangesloten bij de LSDRP) om een guerrillaoorlog te voeren tegen de tsaristische regering. Veel van deze doorgewinterde strijders werden later in de Letse Schutters gerekruteerd.

## Oprichting

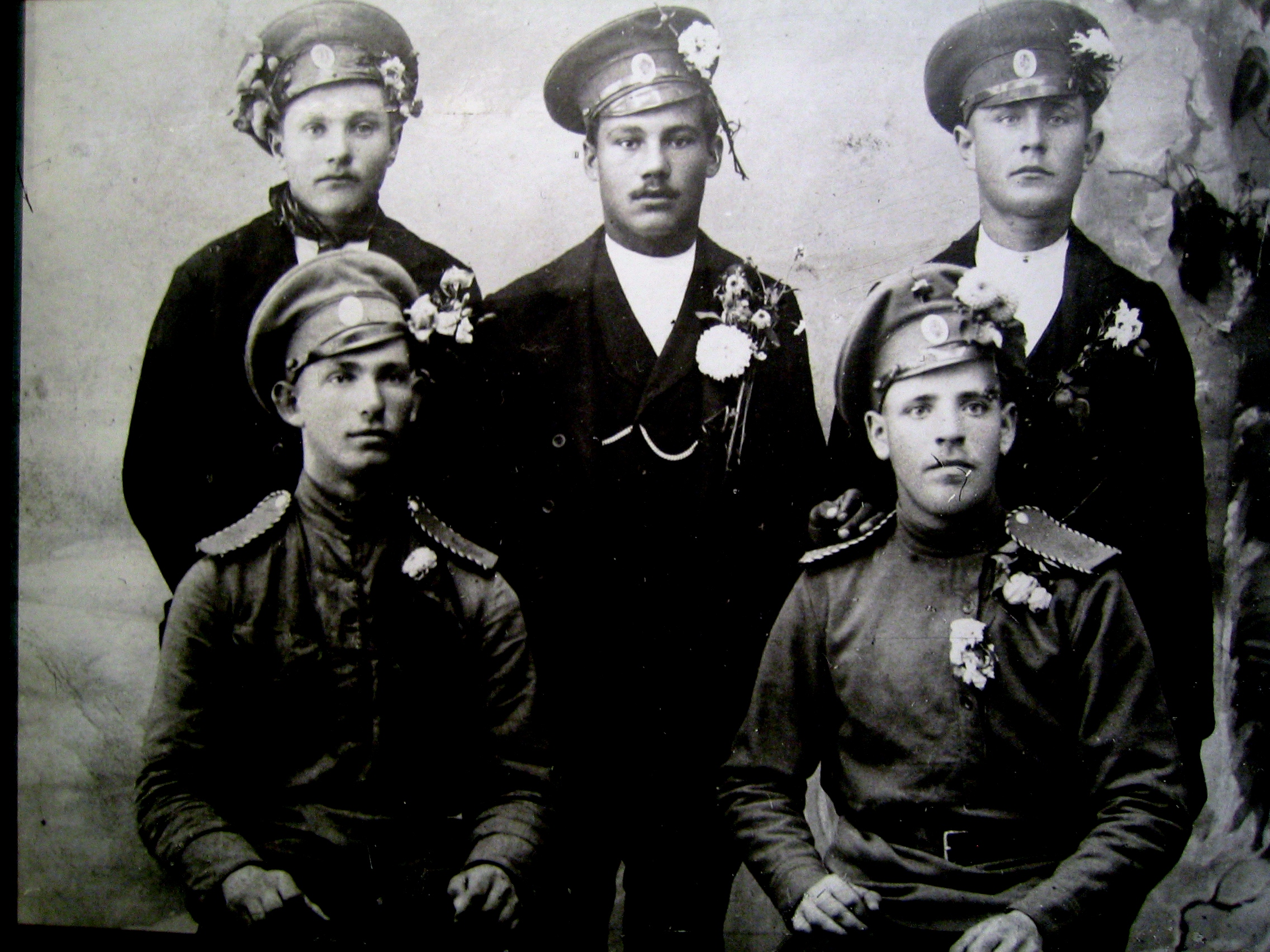
Vrijwilligers van het 3e bataljon Kurzeme (1915)

Terwijl het Duitse leger in de Baltische provincies oprukte gebruikten in april 1915 enkele prominente Letten, geleid door Jānis Goldmanis, hun positie in de Doema om de tsaar te vragen geheel-Letse bataljons op te richten. Zij betoogden dat dergelijke eenheden bijzonder effectief zouden zijn: De Letten kenden het gebied en hadden een hoge moraal, want ondanks het beleid van russificatie waren de Letse nationalistische sentimenten meer anti-Duits gericht. Bij Jelgava hadden twee bataljons van de Letse landstorm de Duitse voorhoede al tegengehouden.
Na verder oprukken van de Duitse troepen stemde de Russische Stavka in met de maatregel, en op 19 juli 1915 bevestigde de tsaar de vorming van de Letse Schutters. Op dezelfde dag publiceerden de Letse afgevaardigden Jānis Goldmanis en Jānis Zālītis in Riga een patriottische oproep: Pulcējaties zem latvju karogiem ("Verzamelt u onder Letse vlaggen"). De eerste vrijwilligers meldden zich op 12 augustus in Riga aan. Het was de bedoeling om twee bataljons te vormen, maar er waren zoveel vrijwilligers dat het er uiteindelijk drie werden.
Het vertrek van de eerste Letse vrijwilligers vanuit Riga naar het trainingskamp liep uit tot een brede nationale betoging: dit waren de eerste Letse militaire eenheden onder Letse commandanten ooit gevormd.
De eerste bataljons bestonden voornamelijk uit vrijwilligers, vooral vluchtelingen uit Koerland en arbeiders van fabrieken die uit Riga naar Centraal-Rusland verplaatst waren. Later werden nog een aantal Letten uit andere Russische eenheden naar de Letse Schutters overgeplaatst.

### Verdediging van Riga

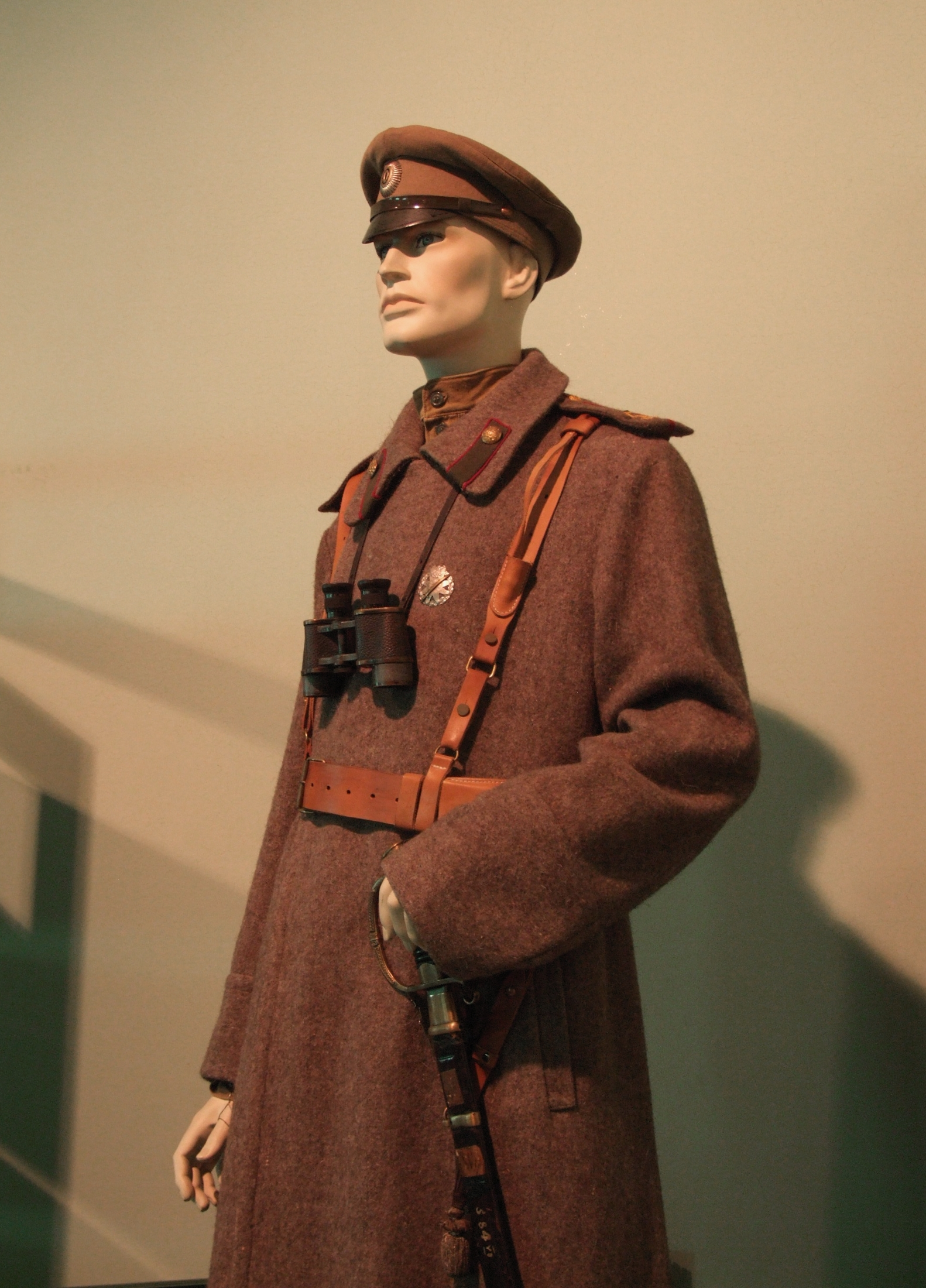
Uniform van de Letse Schutters (1916)

Van 1915-1917 vochten de Letse Schutters in het Russische leger tegen de Duitsers in posities langs de rivier de Daugava. In 1916, nadat de dienstplicht onder de lokale bevolking werd ingevoerd, werden de Letse bataljons omgevormd tot regimenten. In totaal werden acht gevechts- en een reserveregiment gevormd.

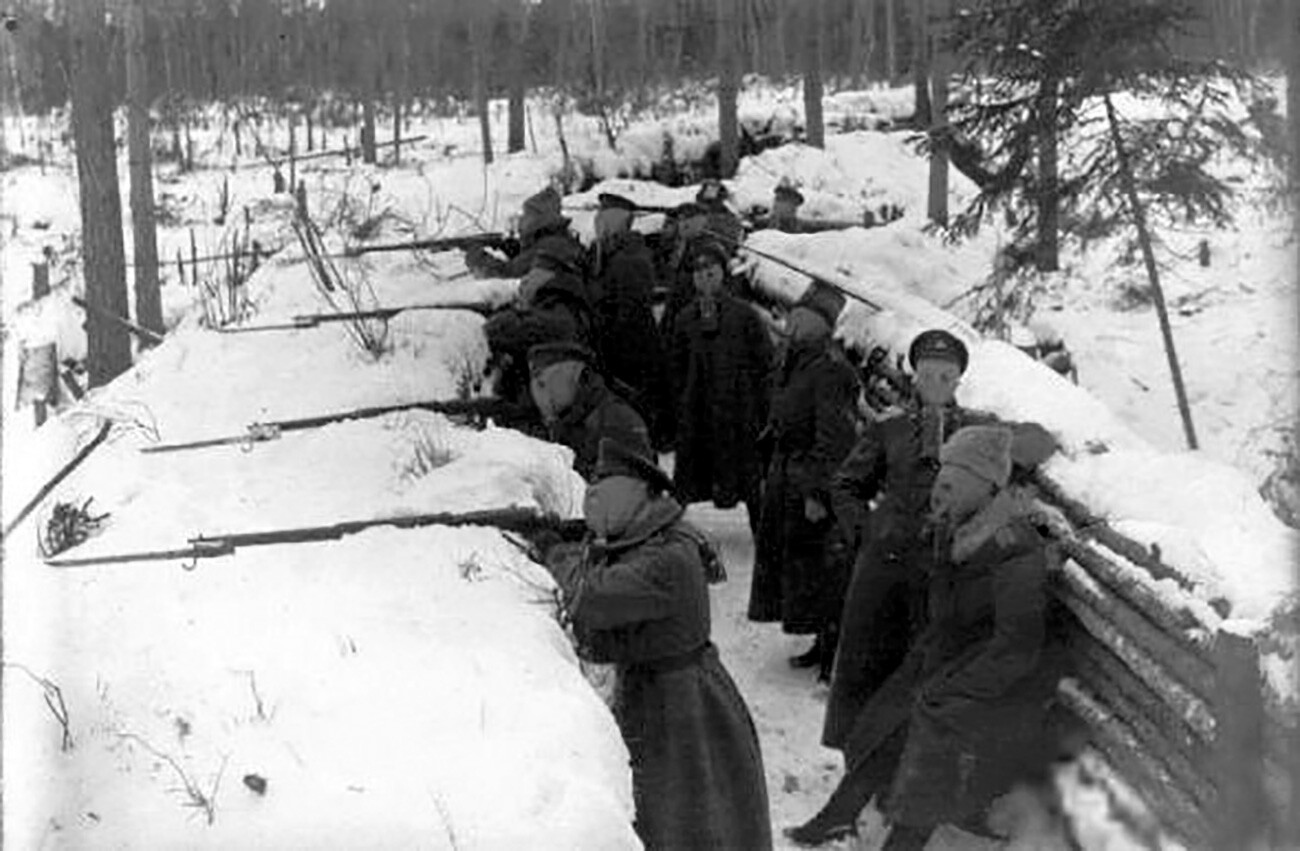
Letse Schutters in positie tijdens het Kerstoffensief (januari 1917)

In december 1916 en januari 1917 leden de Letse Schutters zware verliezen in het Kerstoffensief, dat tijdens de kerst begon met een verrassingsaanval op de Duitse posities en uiteindelijk een maand duurde. Onder zware verliezen slaagden de Letse Schutters erin de Duitse verdedigingslinie te doorbreken, maar de inspanning was nutteloos omdat de aanval niet opgevolgd werd. Het Russische leger verloor meer dan 26.000 soldaten in het offensief, waaronder 9000 Letse Schutters, ongeveer een derde van hun totale aantal op dat moment. De zware verliezen resulteerde in een sterke wrok onder de Schutters tegen de Russische generaals en de tsaar. Deze wrok leidde tot een grotere steun voor de bolsjewieken, die een einde aan de oorlog bepleitten. Een klein deel van de Letse Schutters, vooral officieren, keerde zich al in 1917 tegen de bolsjewieken. Officeren zoals Kārlis Goppers en Frīdrichs Briedis probeerden te voorkomen dat bolsjewistische ideeën zich onder de Letse soldaten verspreidden. De bloedige kerst- en januarigevechten belemmerden echter hun inspanningen ter bestrijding van de bolsjewistische ideologie.
Riga werd uiteindelijk tijdens de Slag bij Riga op 1 september 1917 door de Duitsers ingenomen. Hierbij hielden de Letse Schutters de Duitsers gedurende 26 uur tegen, waardoor het 12e Russische leger zich veilig terug kon trekken uit Riga.

### Structuur van de Verenigde Letse Schuttersdivisie in 1917
- Eerste Letse Schuttersbrigade:
  - Eerste Letse Schuttersregiment Daugavgrīva
  - Tweede Letse Schuttersregiment Riga
  - Derde Letse Schuttersregiment Kurzeme
  - Vierde Letse Schuttersregiment Vidzeme
- Tweede Letse Schuttersbrigade:
  - Vijfde Letse Schuttersregiment Zemgale
  - Zesde Letse Schuttersregiment Tukums
  - Zevende Letse Schuttersregiment Bauska
  - Achtste Letse Schuttersregiment Valmiera

## Russische Revolutie
In februari 1917 vond de Februarirevolutie plaats, en werd de tsaar tot aftreden gedwongen.
In mei 1917 droegen de Letse regimenten hun loyaliteit over naar de bolsjewieken. Vanaf nu werden ze bekend als de Rode Letse Schutters (Lets: Latviešu sarkanie strēlnieki, Russisch: красные латышские стрелки) en namen actief deel aan de Russische Burgeroorlog. Tegenstanders van het bolsjewisme werden gedwongen de Schutters te verlaten, waarna sommige van hen zich aansloten bij de Witten.
Nadat het Duitse ministerie van Buitenlandse Zaken de bolsjewieken had verzekerd dat noch de Duitse troepen in de Baltische landen noch de Finse bondgenoten zouden oprukken naar Petrograd, konden de Letse Schutters vrijgemaakt worden voor het oprollen van het verzet langs de Trans-Siberische spoorlijn in de Oeral en Siberië. Hierdoor werd uiteindelijk de gehele spoorlijn veroverd.
De Schutters namen in 1918 deel aan de onderdrukking van anti-bolsjewistische opstanden in Moskou en Jaroslavl. Zij vochten tegen de nieuwe Republiek Estland, Denikin, Joedenitsj en Wrangel. Na de overwinning in oktober 1919 in de Orjol-Kromy-campagne tegen Denikin ontving een divisie van de Letse Schutters de Orde van de Rode Banier, de hoogste militaire onderscheiding van die tijd. Jukums Vācietis, voorheen een kolonel van de Letse Schutters, werd de eerste opperbevelhebber van het Rode Leger.

## Letse Onafhankelijkheidsoorlog
Na het einde van de Eerste Wereldoorlog was Riga nog door de Duitsers bezet. Gedurende de herfst van 1918 hadden verschillende groeperingen in Letland onderhandeld over een beginselprogramma. Op 18 november 1918 werd de onafhankelijke Republiek Letland uitgeroepen en een regering onder leiding van Kārlis Ulmanis gevormd.
Op 1 december 1918 viel het Rode Leger Letland binnen, en op 17 december 1918 werd in Valka de Letse Socialistische Sovjetrepubliek (LSSR) uitgeroepen. De Letse Schutters speelden hierbij een belangrijke rol. In januari 1919 werden de Duitsers uit Riga verdreven. De republikeinse regering verliet Riga en vluchtte naar Liepāja, waar ze een ongemakkelijk verbond sloot met de Duitsers.
De LSSR begon meteen met de klassenstrijd, 3632 "contrarevolutionairen" werden gefusilleerd, de productiemiddelen werden onteigend en een hongersnood brak uit. Als gevolg van de afnemende populariteit van de bolsjewistische ideeën bij zowel de Schutters zelf als bij de Letten in het algemeen, leden de Letse Schutters een grote afname in manschappen. De meesten werden daarom overgeplaatst naar andere fronten van de Russische Burgeroorlog. De resterende troepen van het Rode Leger in Letland werden verslagen door de Baltisch-Duitse Baltische Landeswehr en de nieuw gevormde eenheden van de Republiek Letland, met hulp van de legers van Estland en Polen.
Na de Vrede van Riga tussen Letland en Russische SFSR in 1920 keerde een groot aantal voormalige schutters terug naar Letland. Andere voormalige schutters bleven in Sovjet-Rusland en bereikten deels leidinggevende posities in het Rode Leger, de Communistische Partij van de Sovjet-Unie, en de Tsjeka. Later, tijdens de Grote Zuivering toen vele "oude garde" bolsjewieken, hooggeplaatste militairen en leden van de geheime dienst door Stalin als potentiële rivalen of verraders werden vervolgd, werden velen van hen geëxecuteerd of gevangengezet. Toen de Sovjet-Unie in 1940 Letland bezette, keerden veel van de overlevende schutters terug naar Letland.

Monument voor de Letse Schutters
Het monument op een postzegel uit 1980